# Budislav (Pardubice)
Budislav é uma comuna checa localizada na região de Pardubice, distrito de Svitavy.